# إيركسون كور
إيركسون كور (بالإنجليزية: Ericson Core)‏ (و. القرن 20  م) هو مصور سينمائي، ومخرج سينمائي من الولايات المتحدة الأمريكية.

## وصلات خارجية
- إيركسون كور على موقع IMDb (الإنجليزية)
- إيركسون كور على موقع ألو سيني (الفرنسية)
- إيركسون كور على موقع أول موفي (الإنجليزية)
- إيركسون كور على موقع قاعدة بيانات الأفلام السويدية (السويدية)
- إيركسون كور على موقع قاعدة بيانات الفيلم (الإنجليزية)
- إيركسون كور على موقع كينوبويسك (الروسية)